# Satrapia (saggio)
Satrapia è una raccolta di articoli del giornalista Mario Missiroli, pubblicata nel 1914.
Il volume raccoglie articoli già comparsi in quotidiani e riviste: «Il Resto del Carlino», «Il Giornale d'Italia» e l'«Italia industriale ed agraria».

Scopo del libro è dimostrare come i socialisti, negli anni 1894-1914, abbiano instaurato in Emilia una vera e propria tirannide (le "Satrapie" da cui il titolo); l'autore vuole anche spronare i liberali a reagire.

Il libro è dedicato a Mario Bianchi.

## Capitolo 1: "Discorso agli agrari"
Missiroli parte da un dato di fatto: gli operai sanno lottare per migliorare la loro condizione. Sono disposti anche a scioperare e a perdere la giornata di lavoro. Questo perché guardano all'avvenire, al futuro dei loro figli. Anche la classe borghese è chiamata a sacrificarsi per un ideale e, storicamente, ha svolto questo ruolo. 

Il punto centrale dell'argomentazione di Missiroli è che in nessun caso lo scopo per cui ci si batte deve essere unicamente materiale: "il problema economico non può esaurire che un lato, e nemmeno il più importante, della vita". Il primato della morale sull'economia si giustifica in quanto i beni economici acquistano un vero valore "quando siano riguardati come un mezzo e non come un fine". Chi deve dare per primo l'esempio? Coloro che sono in vetta alla scala sociale: i borghesi.

## Capitoli 2 ("Iltrustdella mano d'opera) e 3 ("Pelle per pelle")
Il trust della manodopera è un fenomeno "per eccellenza capitalistico e di natura reazionaria". Missiroli lo definisce anche "un vero e proprio tentativo di rovesciamento della struttura economica della società".

L'autore critica la politica della Lega delle cooperative, che ha lo scopo di equiparare la mezzadria al bracciantato. Il risultato è che i lavoratori diventano tutti dipendenti. Lo scopo dell'azione della Lega è ottenere il monopolio dei lavori, eliminando la libera concorrenza tra lavoratori. Come agisce infatti la Lega? Cerca di ottenere la rappresentanza assoluta dei coloni, così si impadronisce della loro forza lavoro. Quello che stanno facendo le organizzazioni socialiste in Emilia è proprio mirare al monopolio dei lavori pubblici.

L'equivalente morale del trust economico è il boicottaggio di chi agisce diversamente. Chi non sta con le società cooperative è infatti visto come un nemico. Missiroli sottolinea come questo sia "un costume nuovo", che non ha radici nella tradizione secolare. La legge viene applicata ferreamente: è assolutamente proibito ogni atteggiamento di solidarietà verso di loro. "Così si forma la coscienza socialista". Ma la tradizione insegna che la persona è sacra. Per i socialisti, osserva Missiroli, il lavoro diventa una cattiva azione, un reato contro la collettività, se a compierlo è una persona che non appartiene all'organizzazione socialista.

La conclusione è che, al contrario di come si presentano, "questi movimenti corporativi negano il principio stesso dello stato moderno e sono massimamente individualistici" perché sono fondati su un "istinto materiale ed egoistico".

## Capitoli 4 ("Settimana rossa") e 5 ("Socialismo poliziotto")
Se in Romagna l'"organizzazione socialista a base sindacale" non ha attecchito è per la "mancanza assoluta di una vita industriale". I partiti, inoltre, hanno ancora un carattere sovversivo, dal repubblicano al socialista. In Romagna si verificano frequentemente nel mondo del lavoro episodi di violenza e distruzione, ma a differenza dell'Emilia, essi mancano di un riferimento politico.

In Emilia, ormai, le battaglie sono finite e i socialisti hanno vinto. Missiroli può dire tranquillamente che il socialismo ha ormai conquistato il favore del popolo. Tanto che la partita politica può temere solo di perderla: "il socialismo emiliano ha un solo nemico: il proprio successo". Ora il problema che assilla i socialisti è infatti come mantenere la posizione conquistata. I gridi di battaglia non si sentono più ed i socialisti cercano di mantenere il più possibile la quiete sociale: "l'utopia ha ceduto alla realtà, il sole dell'avvenire alle lampade elettriche, l'idea rivoluzionaria al quieto vivere". Nei loro collegi elettorali, ora i socialisti evitano i grandi scioperi. 

Missiroli afferma che i socialisti utilizzano a loro vantaggio lo spirito rivoluzionario delle masse. E spiega come:

## Capitolo 6 ("Il 'grande partito' e gli agrari")
Missiroli constata che il partito liberale è in ritirata su tutti i fronti. È rimasto al margine dei grandi movimenti riformatori, è incapace di rigenerarsi: appare come un gigante che si muove con estrema lentezza. Addirittura, per reagire al movimentismo socialista, ha cercato di assumere un atteggiamento progressista, sconfessando così tutti i principi della propria tradizione.

Il partito liberale deve contrapporre il benessere generale al benessere momentaneo di una classe, "la nazione alla classe". Ancora oggi l'idea di Patria - sostiene Missiroli - trova nella borghesia agraria l'appoggio più convinto. Così come gli agrari hanno sempre difeso i principi del liberalismo. Politicamente si sono battuti contro l'eccessiva pressione fiscale, a favore del diritto di proprietà, a favore di una maggiore rigidezza nel rispetto delle regole da parte della pubblica amministrazione.

Poi l'autore entra in un tema prettamente economico: la riforma tributaria. Critica il meccanismo di "scala mobile" proposto dal partito liberale per alleviare le imposte sui terreni.

## Capitoli 7 ("Lo Stato e la violenza") e 8 ("La rivincita della libertà")
Oggi si sta verificando - osserva Missiroli - una condizione che si presenta per la prima volta nella nostra storia: tutte le classi concorrono al progresso e possono partecipare al potere. Ma l'autore stabilisce una chiara distinzione: "Non bisogna confondere la democrazia con l'egualitarismo assoluto". Una simile democrazia sarebbe la peggiore delle ingiustizie.

## Edizioni
- Mario Missiroli, Satrapia, Zanichelli, 1914,  p. 125.